# Kościół św. Galli w Rzymie
Kościół św. Galli w Rzymie (wł. Chiesa di Santa Galla) – rzymskokatolicki kościół tytularny w Rzymie. 
Świątynia ta jest kościołem parafialnym parafii św. Galli w Rzymie oraz kościołem tytularnym.

## Lokalizacja
Kościół znajduje się w X dzielnicy Rzymu – Ostiense (Q X) przy Circonvallazione Ostiense 195.

## Patronka
Patronką świątyni jest św. Galla – rzymska patrycjuszka żyjąca w VI wieku, która po owdowieniu poświęciła się modlitwie oraz opiece nad chorymi i ubogimi. Mężem jej siostry był św. Seweryn Boecjusz.

## Historia
Kościół wybudowano w 1940 roku pod kierunkiem Tullio Rossi.

## Architektura i sztuka
Kościół zbudowano z cegły z detalami architektonicznymi z trawertynu.
Dzwonnica zlokalizowana jest po lewej stronie fasady. Ma ona postać ceglanej kwadratowej wieży z dużymi pionowymi prostokątnymi otworami.
Nad drzwiami kościoła znajduje się tympanon z mozaiką przedstawiającą dwa pijące pawie kąsane przez dwa węże, poniżej znajdują się dwie przepiórki. Nad tympanonem we wnęce jest pionowe prostokątne okno, a nad nim herb papieski. Pozioma kamienna belka biegnie z przodu na całej długości fasady, wsparta jest na zewnętrznych narożach oraz pomiędzy frontami nawy głównej i naw bocznych podwójnymi kwadratowymi pilastrami, przed frontem nawy głównej wspiera ją para pojedynczych pilastrów. Belka opatrzona jest dedykacyjnym napisem: D[eo] O[ptimo] M[aximo], in honorem S[anctae] Gallae Vid[uae], A[nno] D[omini] MCMXL.
Kościół jest trójnawowy, z półkolistą apsydą. Nawy boczne na końcach mają kaplice.
Ołtarz główny jest bardzo mały. W rzeczywistości jest to pogański ołtarz pogrzebowy z I wieku, który został poświęcony przez papieża Grzegorza VII w 1073 roku, o czym informuje inskrypcja po prawej stronie ołtarza. Został sprowadzony w 1988 roku z kościoła św. Jerzego na Velabrum.
W apsydzie za ołtarzem umieszczono organy.

## Kardynałowie prezbiterzy
Kościół św. Galli jest jednym z kościołów tytularnych nadawanych kardynałom-prezbiterom (Titulus Sancti Gallae). Tytuł ten został ustanowiony 14 lutego 2015 roku przez papieża Franciszka.
- Daniel Sturla (2015-nadal)